# Toscane (televisieprogramma)
Toscane is een televisieprogramma van Villa Achterwerk. De serie werd uitgezonden door de VPRO en uitgezonden van 13 maart 1999 tot 22 april 2001.
Het is een drieëntwintigdelige komische serie voor de jeugd, bedacht en geschreven door Frank Ketelaar, Kasper van Kooten en Martine Sandifort.

## Omschrijving
De pizzakoeriers Ben (Kasper van Kooten) en Latoyah (Martine Sandifort) beginnen en besluiten elke aflevering, waarin een grote stoet aan personages voorbijtrekt. Ze werken allebei voor Luigi, de baas van Toscane. Verder hebben de twee niet veel gemeen: Latoyah is een echte jongensgek, ze is vrolijk, spontaan en niet heel slim. Ben is een typische nerd, die denkt dat hij alles weet. Hij vindt alles waar Latoyah van houdt dom en ordinair. Gelukkig moeten ze regelmatig de deur uit voor een bestelling, zodat hun ruzies niet helemaal uit de hand lopen.
Acteurs waren onder anderen Kasper van Kooten, Martine Sandifort, Olga Zuiderhoek, Diederik Ebbinge en Aat Ceelen.
Productie: Toonder Studio's BV

Regie: Frank Ketelaar

## Rolverdeling
| Personage   | Acteur/actrice    |
| ----------- | ----------------- |
| Ben Evenweg | Kasper van Kooten |
| Latoya      | Martine Sandifort |

## Afleveringen

### Seizoen 1 (1999)
| Aflevering (seizoen) | Aflevering (serie) | Titel                 | Uitzenddatum  |
| -------------------- | ------------------ | --------------------- | ------------- |
| 1                    | 1                  | Gek werd ik d'r van   | 14 maart 1999 |
| 2                    | 2                  | Groeten aan de kapper | 21 maart 1999 |
| 3                    | 3                  | Wat is dat?           | 28 maart 1999 |
| 4                    | 4                  | Zeg 't maar eerlijk   | 4 april 1999  |
| 5                    | 5                  | Leuk                  | 11 april 1999 |
| 6                    | 6                  | Laat ze maar praten   | 18 april 1999 |
| 7                    | 7                  | Ja jemig              | 25 april 1999 |
| 8                    | 8                  | Het grote zelf        | 2 mei 1999    |
| 9                    | 9                  | Rotgeintjes           | 9 mei 1999    |
| 10                   | 10                 | Nou gewoon            | 16 mei 1999   |
| 11                   | 11                 | Nou gewoon            | 23 mei 1999   |
| 12                   | 12                 | Thuiskomen            | 30 mei 1999   |
| 13                   | 13                 | Echt wel              | 6 juni 1999   |

### Seizoen 2 (2001)
| Aflevering (seizoen) | Aflevering (serie) | Titel                        | Uitzenddatum     |
| -------------------- | ------------------ | ---------------------------- | ---------------- |
| 1                    | 14                 | Onder water zwemmen          | 18 februari 2001 |
| 2                    | 15                 | Zo gebeurd                   | 25 februari 2001 |
| 3                    | 16                 | Wie lelijk durft te zijn     | 5 maart 2001     |
| 4                    | 17                 | Waar het liefdesvirus heerst | 11 maart 2001    |
| 5                    | 18                 | Iets goeds met een grote G   | 18 maart 2001    |
| 6                    | 19                 | Toi toi toi                  | 25 maart 2001    |
| 7                    | 20                 | Contact met Karel            | 1 april 2001     |
| 8                    | 21                 | De starreljoep               | 8 april 2001     |
| 9                    | 22                 | Misschien een gekke vraag    | 15 april 2001    |
| 10                   | 23                 | Terug naar Toscane           | 22 april 2001    |